# Памлико (округ)
Округ Памлико (англ. Pamlico County) располагается в штате Северная Каролина, США. Официально образован в 1872 году. По состоянию на 2010 год, численность населения составляла 13 144 человека.

## География
По данным Бюро переписи США, общая площадь округа равняется 1465,941 км2, из которых 872,831 км2 суша и 593,111 км2 или 40,490 % это водоёмы.

## Население
По данным переписи населения 2000 года в округе проживает 12 934 жителей в составе 5 178 домашних хозяйств и 3 717 семей. Плотность населения составляет 15,00 человек на км2. На территории округа насчитывается 6 781 жилых строений, при плотности застройки около 8,00-ми строений на км2. Расовый состав населения: белые — 73,17 %, афроамериканцы — 24,57 %, коренные американцы (индейцы) — 0,53 %, азиаты — 0,38 %, гавайцы — 0,02 %, представители других рас — 0,59 %, представители двух или более рас — 0,74 %. Испаноязычные составляли 1,32 % населения независимо от расы.
В составе 25,20 % из общего числа домашних хозяйств проживают дети в возрасте до 18 лет, 56,60 % домашних хозяйств представляют собой cупружеские пары проживающие вместе, 11,50 % домашних хозяйств представляют собой одиноких женщин без супруга, 28,20 % домашних хозяйств не имеют отношения к семьям, 25,00 % домашних хозяйств состоят из одного человека, 12,10 % домашних хозяйств состоят из престарелых (65 лет и старше), проживающих в одиночестве. Средний размер домашнего хозяйства составляет 2,38 человека, и средний размер семьи 2,81 человека.
Возрастной состав округа: 21,10 % моложе 18 лет, 6,40 % от 18 до 24, 25,80 % от 25 до 44, 28,00 % от 45 до 64 и 28,00 % от 65 и старше. Средний возраст жителя округа 43 лет. На каждые 100 женщин приходится 101,40 мужчин. На каждые 100 женщин старше 18 лет приходится 99,80 мужчин.
Средний доход на домохозяйство в округе составлял 34 084 USD, на семью — 41 659 USD. Среднестатистический заработок мужчины был 31 806 USD против 21 344 USD для женщины. Доход на душу населения составлял 18 005 USD. Около 11,80 % семей и 15,30 % общего населения находились ниже черты бедности, в том числе — 24,20 % молодежи (тех, кому ещё не исполнилось 18 лет) и 13,40 % тех, кому было уже больше 65 лет.